# Buj
Buj is een plaats (nagyközség) en gemeente in het Hongaarse comitaat Szabolcs-Szatmár-Bereg, gelegen in het district Ibrány. Buj telt 2287 inwoners (2051).